# Space Travelers
Space Travelers (ロボとうさ吉, Robo to Usakichi) est un manga de type shōnen écrit et dessiné par Kazue Katō. Il a été prépublié entre 2005 et 2006 dans le magazine Monthly Shōnen Sirius et édité en cinq tomes par Kōdansha entre le 22 décembre 2005 et le 22 décembre 2006. 
En France, la série est éditée par Kazé depuis le 4 novembre 2015.

## Synopsis
Robin, un jeune garçon-robot vivant seul aux confins du système solaire sur Planetoïd, voit sa vie paisible bouleversée le jour de son anniversaire lorsqu'Usa, un lapin humanoïde évadé de la prison de Pluton s'écrase sur sa petite planète. Pour aider son nouvel ami contre l'armée qui le poursuit, Robin se voit contraint d'utiliser les pouvoirs d'une mystérieuse vis rouge que son père lui avait interdit d'approcher. Sous l'influence maléfique de l'artefact, il devient une arme redoutable détruisant les vaisseaux à la poursuite d'Usa. Ce dernier parvient à ramener Robin à son état normal en lui retirant la vis rouge qui s'était logée dans son œil gauche. Robin et Usa quittent alors Planétoïd en direction de la Terre. Mais l'armée ayant assisté à la transformation de Robin les suivra de près, car il est peut-être « le fils des étoiles » qu'elle recherche depuis longtemps.

## Liste des chapitres
| no | Japonais         | Japonais          | Français        | Français          |
| no | Date de sortie   | ISBN              | Date de sortie  | ISBN              |
| -- | ---------------- | ----------------- | --------------- | ----------------- |
| 1  | 22 décembre 2005 | 978-4-06-373001-2 | 4 novembre 2015 | 978-2-82032-218-0 |
| 2  | 23 mars 2006     | 978-4-06-373009-8 | 4 novembre 2015 | 978-2-82032-219-7 |
| 3  | 23 mai 2006      | 978-4-06-373026-5 | 16 janvier 2016 | 978-2-82032-286-9 |
| 4  | 23 août 2006     | 978-4-06-373033-3 | 9 mars 2016     | 978-2-82032-342-2 |
| 5  | 22 décembre 2006 | 978-4-06-373047-0 |                 |                   |